# Rezerwa ukryta
Rezerwa ukryta, rezerwa utajona, rezerwa gorąca, rezerwa obciążona (ang. spinning reserve, dosłownie rezerwa wirująca) – różnica między mocą znamionową zespołów wytwórczych a mocą pobieraną przy typowym obciążeniu. Określenia gorąca, obciążona i wirująca odnoszą się do tego, że rezerwa mocy znajduje się w pracujących zespołach wytwórczych, zsynchronizowanych z systemem. 
Rezerwa ukryta w danym systemie musi być większa od spodziewanych szybkich zmian obciążenia, które muszą być pokrywane poprzez regulację mocy w systemie. W systemach, w których stosowane są zespoły wytwórcze dużej mocy, rezerwa ukryta powinna odpowiadać co najmniej mocy największego zespołu wytwórczego, aby w przypadku jego awaryjnego wyłączenia system mógł w krótkim czasie tę moc dostarczyć.